# Ludvig Holstein
Ludvig Ditlef Holstein, född 3 december 1864, död 11 juli 1943, var en dansk greve och författare.
Holstein fick genom sina Digte (1895) och dramat Tove (1898) anseende som en av 1890-talets främsta lyriker. Efter en längre tids uppehåll återupptog han under första världskriget sin lyriska diktning med samlingar, som fortfarande fortsätts. I början var Holstein starkt knuten till traditionen i äldre dansk lyrik och poeter som Christian Winther och Holger Drachmann. Senare påverkades han mera av Johannes V. Jensen. Det är de själländska slätterna, de unga flickornas skönhet, den danska jorden och det danska folkkynnet, som främst inspirerat Holsteins lyrik.